# Хімічне вивітрювання

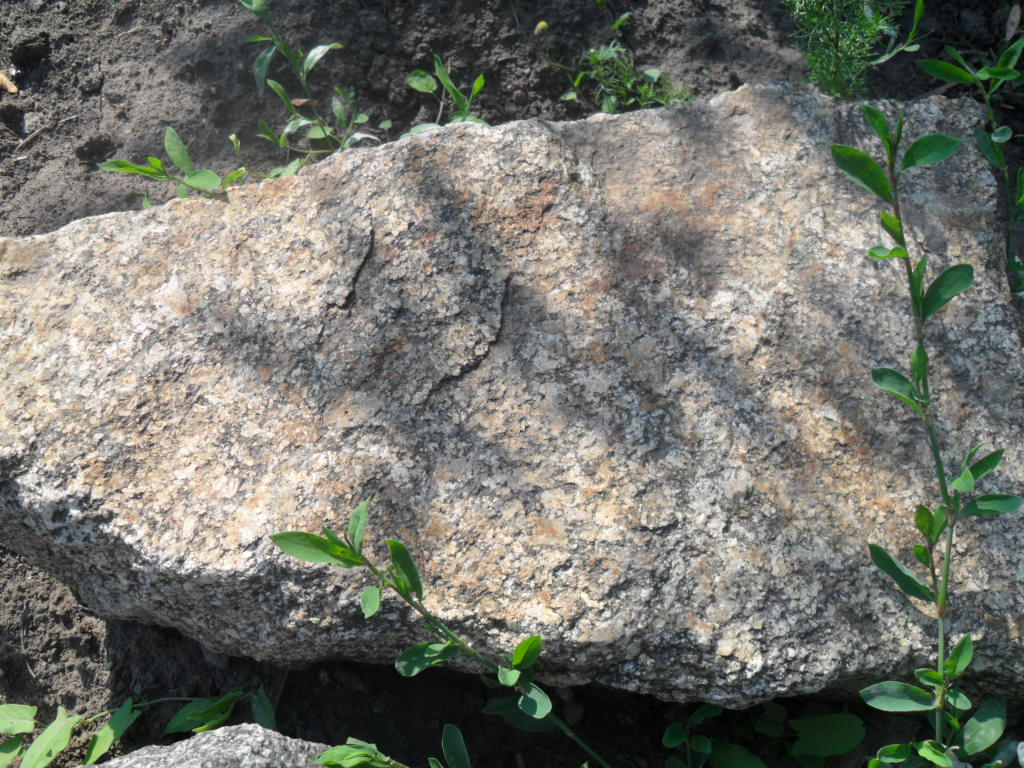
"Ржа" на поверхні граніту. Приклад хімічного вивітрювання

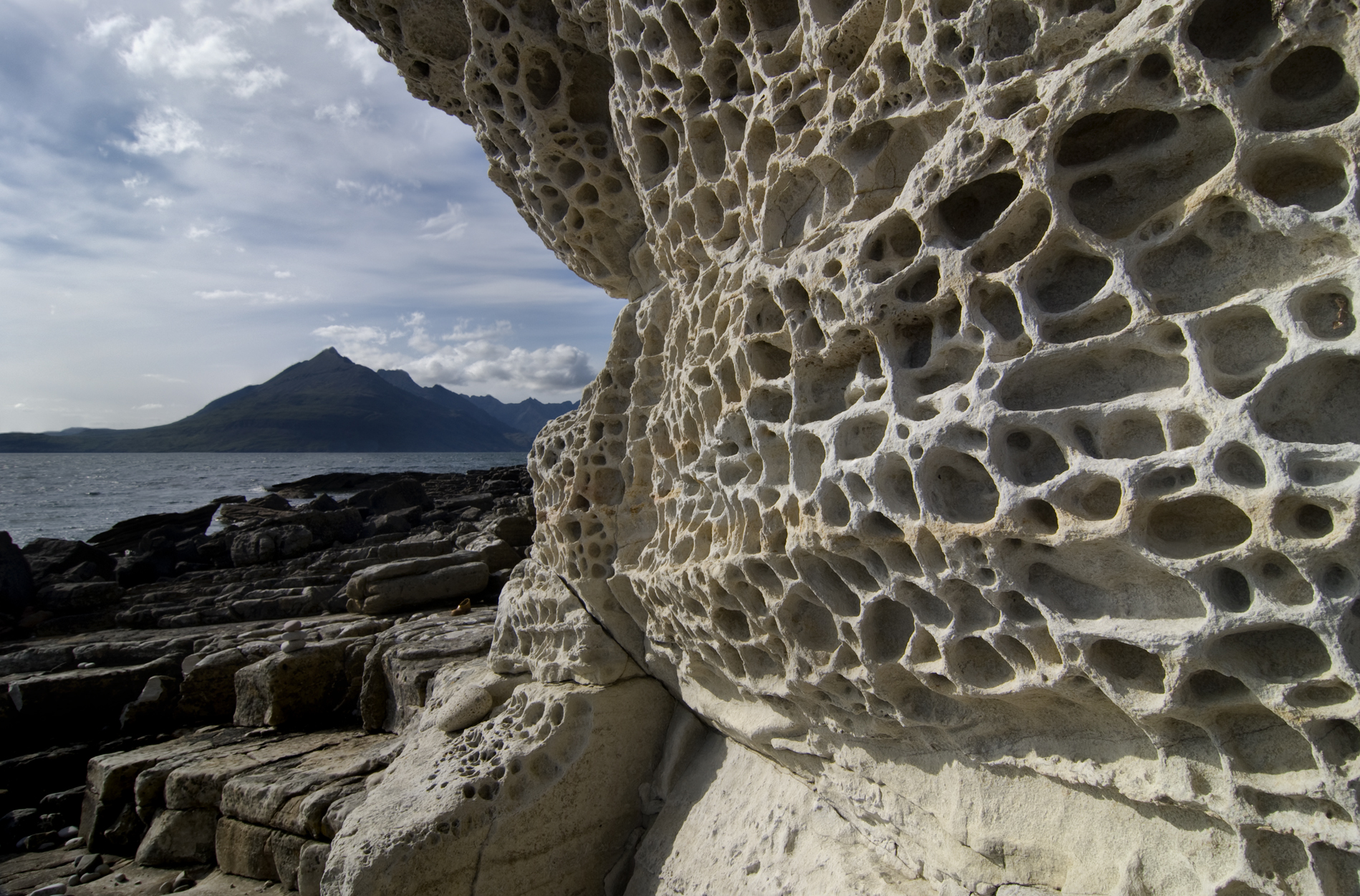
Тафони. Приклад хімічного вивітрювання

Хімічне вивітрювання — процес руйнування гірських порід під дією природних вод (атмосферних, поверхневих, ґрунтових, підземних), який супроводжується розчиненням та вилуговуванням мінералів порід. Внаслідок цього відбувається насичення вод хімічними елементами, які містяться в мінералах.

## Загальний опис
Агентами хімічного вивітрювання є дощові та талі води, пара і гази повітря, а також збагачені киснем, двоокисом вуглецю, солями та кислотами підземні води, які розвантажуються на земній поверхні, та органічні кислоти. Внаслідок їхньої дії на мінеральну речовину відбуваються процеси розчинення, окислення, гідратації та дегідратації, а також гідролізу. 
Інтенсивність хімічного розчинення залежить від багатьох причин, головними з яких є рельєф місцевості, кліматичні умови, хімічні властивості гірських порід та тривалість дії на породи атмосферних агентів. Сприятливим для хімічного вивітрювання є рівнинний слабкорозчленований рельєф. В умовах теплого та вологого клімату хімічне вивітрювання йде до повного розкладу первинних продуктів, а у холодному кліматі відбуваються лише часткові зміни в мінералах. 

## Найпоширеніші процеси хімічного вивітрювання.
Окиснення гірських порід і мінералів відбувається під дією вологи повітря і вільного кисню, що міститься у воді. При цьому сульфіди переходять у різні кисневі сполуки (сульфати, карбонати, гідроокисли та ін.), закисні сполуки заліза – в окисні, а останні – у гідроокисли.
Гідратація (водонасичення) – явище приєднання безводними мінералами води. При цьому молекули води входять у певних кількостях до структури мінерала. 
Насичення водою супроводжується перебудовою кристалічної решітки мінерала і збільшенням його об’єму. Процес гідратації часто супроводжується розвитком тріщинуватості та виникненням деформацій масивів гірських порід.
Розчинення – перехід мінеральної речовини у розчин. Воно залежить від мінералогічного складу гірських порід, хімічної активності води та природно-кліматичних умов. Найлегше розчиняються галоїди, сульфати і деякі карбонати. Велике значення має хімічна активність води, що залежить від вмісту іонів Н+ та ОН-. Кислі розчини, збагачені іонами Н+, здатні розчинювати сполуки Ca, Mg, Fe, Na. Лужні розчини, збагачені іонами ОН-, розчиняють і такі важкорозчинні сполуки, як кварц. Розчинна здатність природних вод збільшується в умовах теплого і вологого клімату.
Процес, який супроводжується винесенням із гірських порід лише легкорозчинних хімічних сполук, має назву вилуження. Останнє супроводжується утворенням у породах пор і порожнин. Прикладом може бути вилуження з доломітів легкорозчинних зерен кальциту, що призводить до появи в породі дрібних порожнин, або каверн.
Гідроліз – розклад мінералів дисоційованою водою із утворенням нових сполук та виносом окремих елементів у розчиненому вигляді. Цей процес призводить до руйнування кристалічних решіток одних мінералів і утворення інших, нових, хімічних сполук. У природі гідроліз найяскравіше виражений у силікатів. Мінерали цього класу, що утворені в надрах в умовах високих температур та тисків, на поверхні Землі у присутності води та вуглекислоти розпадаються на складові (компоненти) і в процесі обміну утворюють нові хімічні сполуки. Одні з цих сполук легко переходять у розчин та виносяться у зони вивітрювання, а інші лишаються на місці, утворюючи залишкові продукти. До легкорозчинних належать кислі та вуглекислі солі натрію, калію, кальцію, магнію. До важкорозчинних – водні окисли кремнію, алюмінію, заліза.
Одним із характерних прикладів гідролізу є каолінізація польових шпатів, що складають ледь не половину усіх мінералів земної кори. Тверді зерна цих мінералів розкладаються у присутності води та двоокису вуглецю з утворенням землистого каоліну, аморфного опалу та легкорозчинних солей калію, натрію, кальцію. 
СТАДІЙНІСТЬ ХІМІЧНОГО ВИВІТРЮВАННЯ МІНЕРАЛІВ – стадії природних процесів хімічного вивітрювання мінералів, зумовлені різною рухомістю хім. елементів. Першими виносяться аніони, які легко вилуговуються (Cl-, SO42-), а на кінцевій стадії – значні кількості Mg i Si з різним ступенем збагачення залишкових продуктів окиснення гідрооксидами Fe, Mn, Al i Ti.
Продукти вивітрювання, які залишаються на місці руйнації породи, називаються корою вивітрювання, яка може бути різною за своєю геохімічною специфікою. Каолінова кора вивітрювання розвивається переважно на гранітах. Латеральна кора зустрічається в районах із вологим тропічним кліматом і розвивається переважно на лужних та основних магматичних породах. Складена вона гідроокислами заліза та алюмінію і має коричнево-цегляний колір.
В процесі хімічного вивітрювання відбуваються зміни у хімічному складі гірських порід, що супроводжуються утворенням нових мінералів.
Органічне вивітрювання є наслідком життєдіяльності живих організмів та рослин. Органічний світ змінює і руйнує гірські породи, діючи на них як механічно, так і хімічно. Організми та тварини, що живуть у землі, розрихлюють ґрунти і подрібнюють мінеральну речовину гірських порід. Величезну роботу здійснюють різні групи бактерій. Механічна робота рослин полягає у руйнуванні порід корінням.
Хімічна дія живих організмів та рослин відбувається як за їхнього життя, за якого вони виділяють органічні кислоти, так і після їхнього відмирання, коли відбувається хімічний розпад живої речовини. Вуглекисень, органічні кислоти, азотисті сполуки інтенсивно руйнують гірські породи. Продукти розпаду тварин і рослин перетворюються у гумус, що не лише забезпечує родючість ґрунтів, а й одночасно є потужним фактором руйнації гірських порід. Безпосередньо руйнують гірські породи нітрифікуючі бактерії, засвоюючи азот із ґрунту, а вуглець – із карбонатів. Так поступово поверхневий шар суші перетворюється у ґрунт.
Переважання будь-якого вивітрювання залежать від клімату, рельєфу і гідрогеологічних умов. Клімат значною мірою визначає тип вивітрювання і характер гірських порід, що утворюються при цьому. Процеси фізичного вивітрювання переважають у регіонах із різко континентальним посушливим кліматом, у напівпустелях та пустелях, а також у полярних і високогірних областях. У субтропіках, тропіках, вологій екваторіальній та помірно вологій зонах вирішальна роль належить хімічному вивітрюванню, яке складається з окислення, гідратації, розчинення, карбонатизації та декарбонатизації. Черговість та інтенсивність цих процесів визначаються розчинністю сполук і властивостями хімічних елементів, тобто мають свою специфіку для кожного типу порід.